# Emanoil Savin
Emanoil Savin (n. 6 septembrie 1958, Bușteni, România – d. 4 august 2024, Bușteni, Prahova, România) a fost un politician român, senator în legislatura 2016-2020. A fost primar al orașului Bușteni în trei mandate consecutive (2004–2008, 2008–2012, 2012–2016), iar la alegerile locale din 9 iunie 2024 a fost ales pentru al patrulea mandat de primar în Bușteni.